# Музей компьютерной истории
Музей компьютерной истории (англ. Computer History Museum) — музей истории вычислительной техники в Маунтин-Вью, Калифорния.

## История
Музей был создан в 1996 году в городе Маунтин-Вью штат Калифорния на основе экспонатов Компьютерного музея Бостона. Первоначально коллекция находилась в Moffett Air Field (Калифорния) и была западным филиалом Компьютерного музея Бостона. В 1999 году музей в Бостоне закрылся и его коллекция была разделена между Музеем науки в Бостоне и музеем в Маунтин-Вью. В 2001 году музей получил своё современное название — Музей компьютерной истории. В 2002 году он приобрел своё нынешнее здание, которое ранее принадлежало фирме Silicon Graphics и в июне 2003 года открылся для широкой публики на новом месте.

## Экспозиция

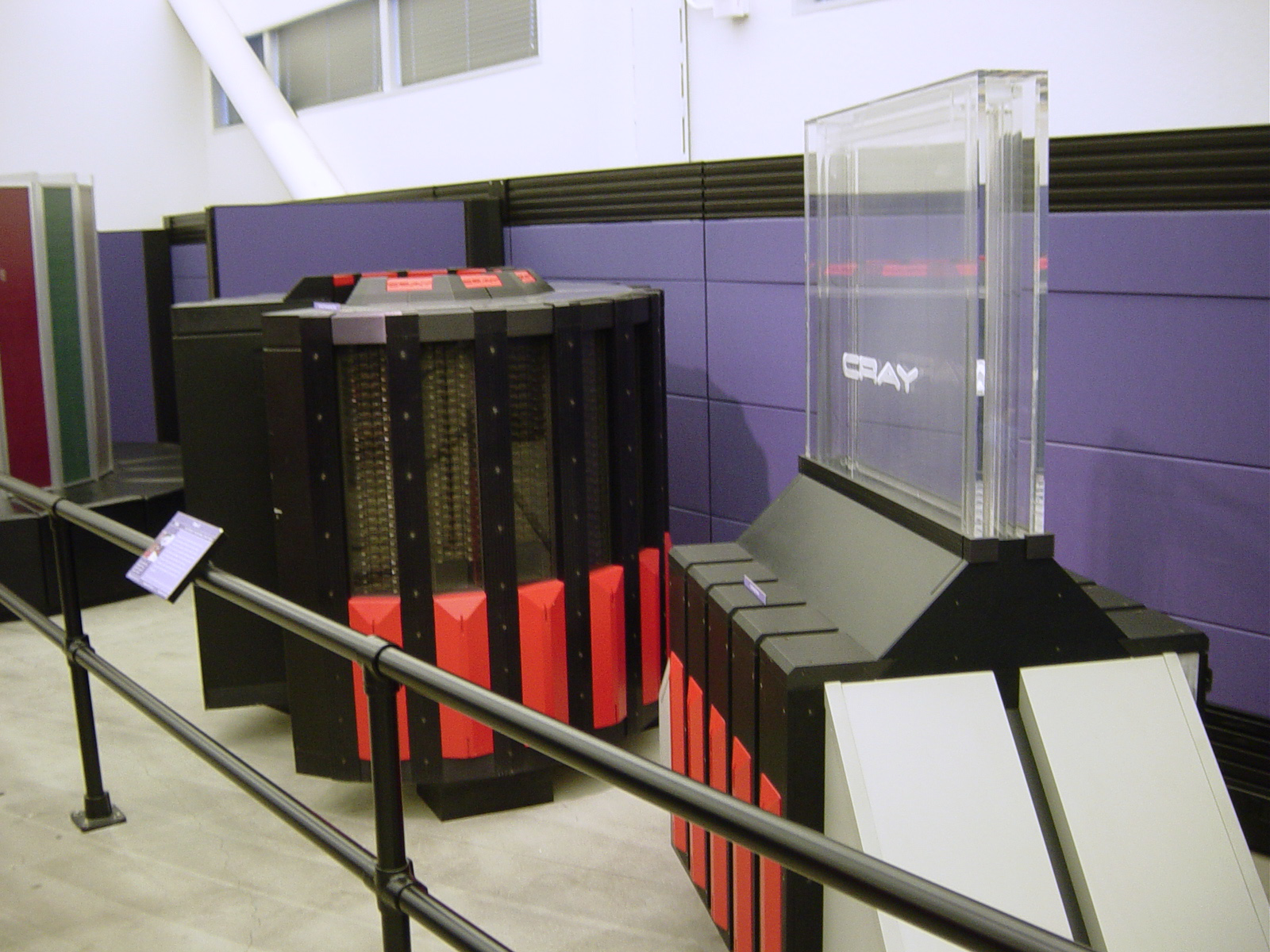
Суперкомпьютер Cray-2

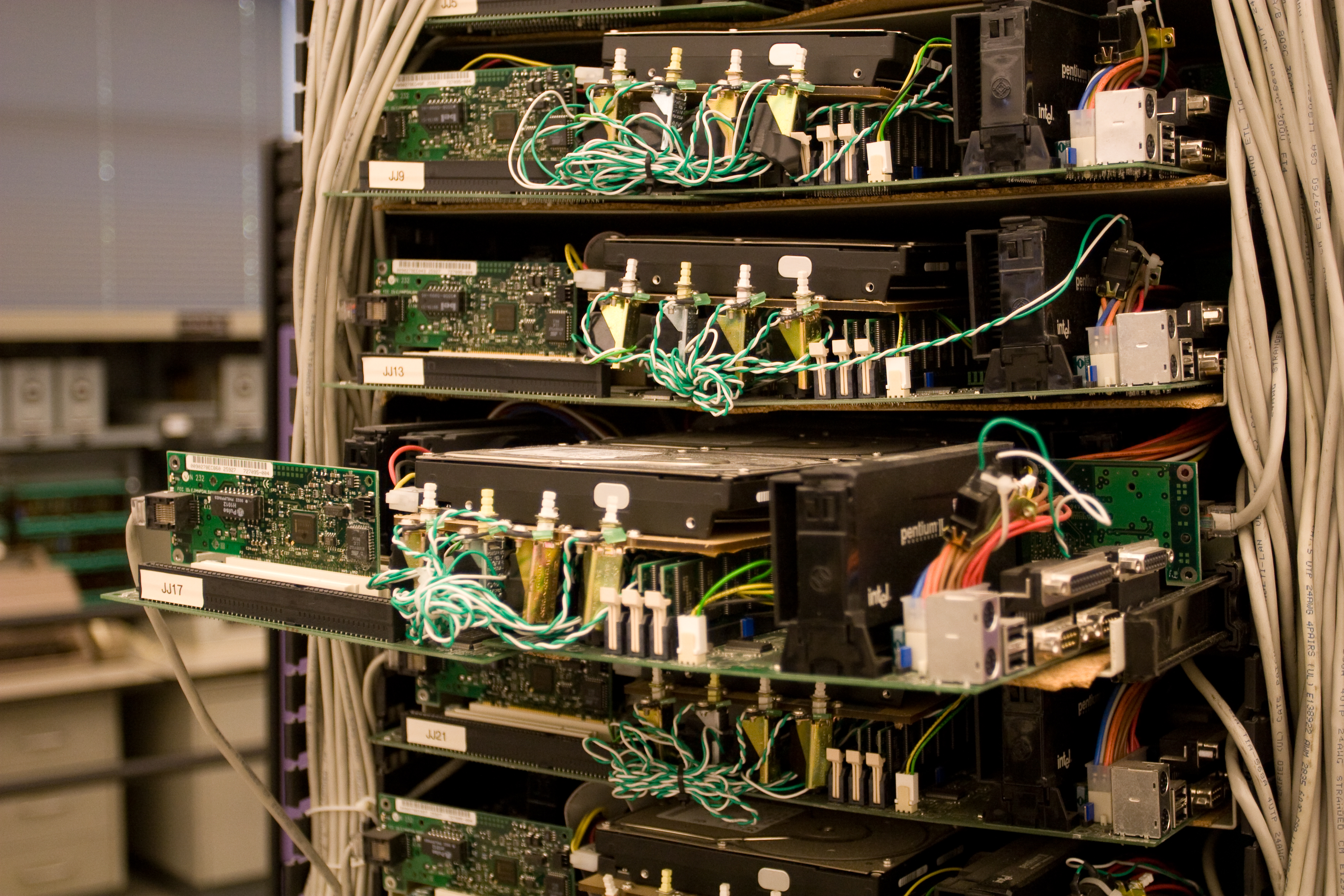
На экспонате демонстрируется внешний вид одного из ранних вариантов сервера компании Google

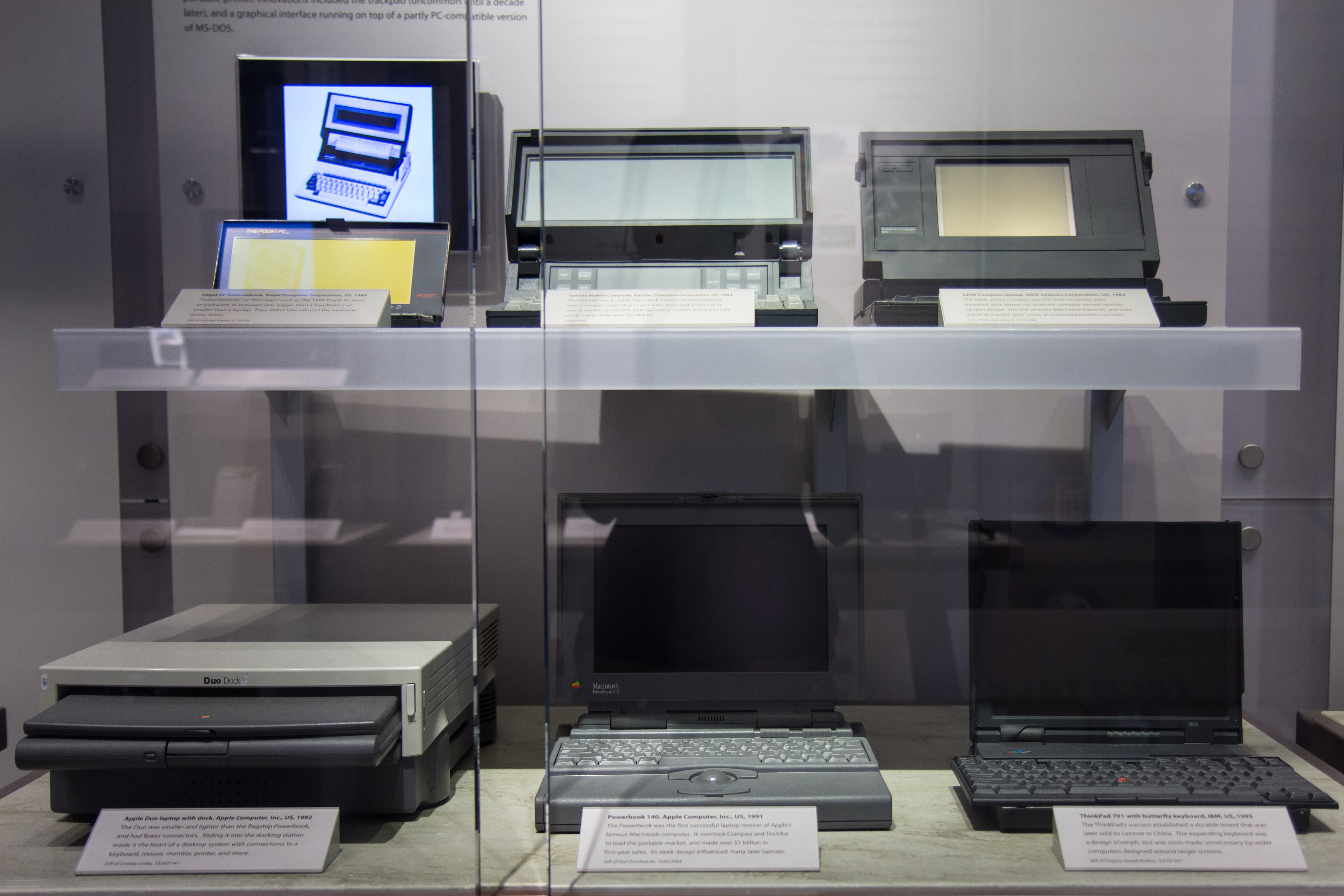
Ноутбуки

В настоящее время экспозиция музея состоит из трех разделов:
- вехи в истории вычислительной техники и технологии хранения информации.
- история программного обеспечения и компьютерных шахмат.
- изобретения сделанные компаниями и отдельными людьми в Кремниевой долине.

Имеется также раздел временных экспозиций.
Музей открыт с 10:00 до 17:00 по средам, четвергам, пятницам, субботам и воскресеньям. Билеты — $15, пенсионерам, студентам и военному персоналу — $12.

## Почётные члены
С 1987 года ежегодно происходит церемония награждения почётных членов музея.
Список награждённых:
- 1987: Хоппер, Грейс
- 1995: Форрестер, Джей
- 1996: Mitch Kapor, Олсен, Кен
- 1997: Ритчи, Деннис, Томпсон, Кен, Бэкус, Джон, Возняк, Стив
- 1998: Амдал, Джин, Кнут, Дональд Эрвин, Мур, Гордон
- 1999: Кэй, Алан Кёртис, Маккарти, Джон, Цузе, Конрад
- 2000: Аллен, Фрэнсис Элизабет, Серф, Винтон, Tom Kilburn
- 2001: Брукс, Фредерик, Jean E. Sammet, Уилкс, Морис Винсент
- 2002: Charles Geschke, John Warnock, Кок, Джон, Carver Mead
- 2003: Тим Бернерс-Ли, David Wheeler, Гордон Белл
- 2004: Эрих Блох, Бриклин, Даниэль, Bob O. Evans, Фрэнкстон, Боб, Вирт, Никлаус
- 2005: Бэран, Пол, Энгельбарт, Дуглас, Шугарт, Алан, Сазерленд, Айвен
- 2006: Хоар, Чарльз Энтони Ричард, Кан, Роберт Эллиот, Лэмпсон, Батлер В., Минский, Марвин Ли
- 2007: Хеннесси, Джон Лерой, Паттерсон, Дэвид, Morris Chang, Текер, Чарльз
- 2008: Jean Bartik, Меткалф, Роберт, Торвальдс, Линус
- 2009: Фаджин, Федерико, Хофф, Тед, Stanley Mazor, Масатоси Сима, Donald D. Chamberlin, Robert Everett
- 2011: Диффи, Уитфилд, Хеллман, Мартин, Меркл, Ральф, Джой, Билл
- 2012: Корбато, Фернандо Хосе, Фейгенбаум, Эдвард Альберт, Steve Furber, Sophie Wilson
- 2013: Катмулл, Эд, Гарри Хаски, Robert Taylor
- 2014: Конвей, Линн, John Crawford, Irwin M. Jacobs
- 2015: Страуструп, Бьёрн, Бахман, Чарльз Уильям, Березин Эвелин
- 2016: Дэйв Катлер, Лии Филштейн[англ.], Phil Moorby
- 2017: Алан Купер, Маргарет Гамильтон, Ларри Робертс,  Клив Моулер
- 2018: Доу Фрохман[англ.], Стив Ширли[англ.], Гвидо Ван Россум
- 2019: Джеймс Гослинг, Кэтрин Джонсон, Лесли Лэмпорт, Луи Пузен